# 千千音乐
千千音乐（前称百度音乐）是由百度公司提供的音乐服务。千千音乐最初的名字是百度ting！。
2011年3月31日，百度与中国音乐著作权协会达成協議，通過百度音樂平台播放、下載歌曲的次數，委託音樂著作權協會向詞曲作者付費，而不論其是否是協會成員。
2012年9月21日，百度ting！正式更名為百度音樂。
2015年12月，百度音乐与太合音乐集团合并。
2018年6月19日，百度音乐更名为千千音乐，名称取自百度于2006年7月30日收购的千千静听音乐播放器。